# Cal·listònic
Cal·listònic (en llatí Callistonicus, en grec antic Καλλιστόνικος) fou un escultor grec nascut a Tebes.
Pausànies el menciona i diu que va fer una estàtua de Tique, la deessa de la Fortuna portant al deu de les riqueses Plutos. La cara i les mans de la imatge les va fer l'escultor atenenc Xenofont.